# 153 (số)
153 (một trăm năm mươi ba) là một số tự nhiên ngay sau 152 và ngay trước 154.

## Đặc điểm toán học
153= 1! + 2! + 3! + 4! + 5!
153 = 1^3 + 5^3 + 3^3